# Orde van het Openbaar Onderwijs
De Orde van het Openbaar Onderwijs (Portugees: "Ordem da Instruçao Publica") is een  Portugese ridderorde.
De orde werd op 30 januari 1919 door de Portugese president ingesteld en heeft als doel leraren en ambtenaren, Portugezen en vreemdelingen, te onderscheiden voor hun verdiensten voor het bestuur van het onderwijs en het onderwijs. Voor bijzondere bijdragen aan het onderwijs wordt deze onderscheiding ook aan anderen toegekend.
Er zijn vijf graden:
- Grootkruis
- Grootofficier
- Commandeur
- Officier

Aan de orde is een medaille verbonden. Er zijn geen ridders.
Het kleinood is een van de Franse Orde van de Academische Palmen afgekeken paar palmtakken. Deze zijn verguld of van zilver. De achtpuntige ster draagt de palmen van de orde op en blauwe achtpuntige achtergrond. Deze ster is bij de grootkruisen van goud en bij de grootofficieren van zilver. Op het ster is een gouden medaillon gelegd met een gouden landswapen en een witte ring met de woorden "Instruçao Publica". 
De medaille is een kleinere uitvoering van het kleinood, maar van zilver waar de palmen van de hogere graden van goud zijn. 

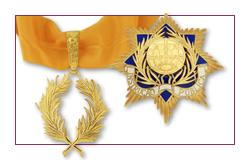

Het lint is oranjegeel.